# Parque de la Dehesa Boyal
Parque de la Dehesa Boyal är en park i Spanien.   Den ligger i regionen Madrid, i den centrala delen av landet, i huvudstaden Madrid. Parque de la Dehesa Boyal ligger 585 meter över havet.
Terrängen runt Parque de la Dehesa Boyal är huvudsakligen platt. Parque de la Dehesa Boyal ligger nere i en dal. Runt Parque de la Dehesa Boyal är det tätbefolkat, med 411 invånare per kvadratkilometer. Närmaste större samhälle är Madrid, 8,2 km norr om Parque de la Dehesa Boyal. Trakten runt Parque de la Dehesa Boyal består till största delen av jordbruksmark.